# Plaxico Burress
Plaxico Burress (født 12. august 1977 i Norfolk, Virginia, USA) er en amerikansk footballspiller (wide receiver). Han har spillet en årrække i NFL, hvor han har repræsenteret Pittsburgh Steelers, New York Giants og New York Jets.
I 2008 var Burress med til at vinde Super Bowl med New York Giants. Han fik en nøglerolle i kampen, da han kort før tid scorede det afgørende touchdown, der sikrede sejren over favoritterne New England Patriots.

## Klubber
- Pittsburgh Steelers (2000−2004)
- New York Giants (2005−2008)
- New York Jets (2011)
- Pittsburgh Steelers (2012−2013)